# Denise Soriano

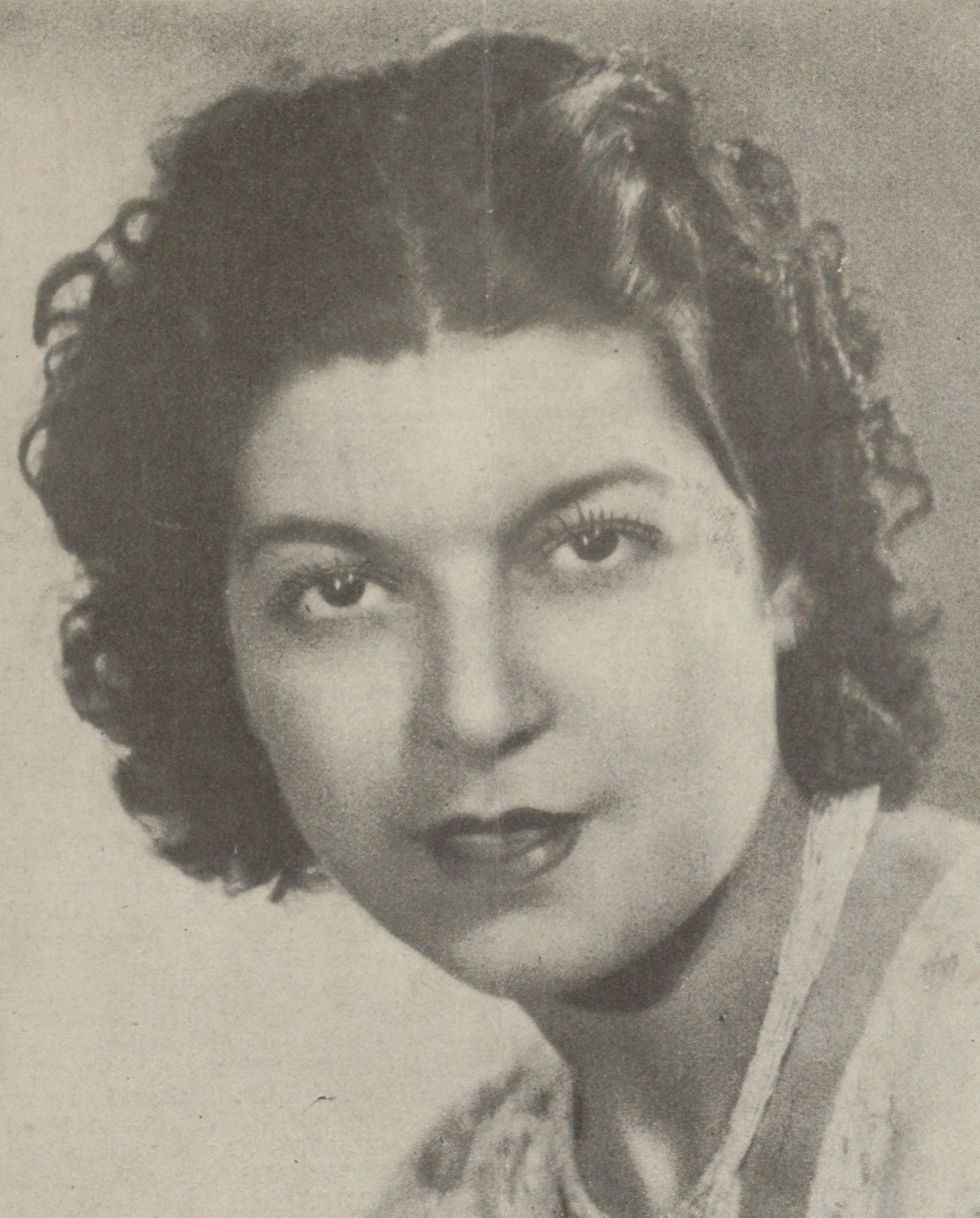
Denise Soriano (1936)

Denise Soriano-Boucherit (* 15. Januar 1916 in Kairo; † 5. März 2006 in Paris) war eine französische Geigerin.

## Leben und Karriere
Soriano zog nach dem Tod ihres Vaters, der starb, als sie fünf Jahre alt war, mit ihrer Mutter und ihren Geschwistern zu ihrem Großvater in die Toskana und hatte ab dem sechsten Lebensjahr Violinunterricht bei Ugo Bianchi am Konservatorium in Pisa. 1928 ging die Familie nach Paris, wo Soriano zunächst die École normale de musique de Paris besuchte. Bis 1934 studierte sie dann am Conservatoire de Paris bei Jules Boucherit.
Sie wurde bekannt mit einer Aufführung von Beethovens Violinkonzert in der Salle Pleyel mit dem Orchestre de la Société des concerts du Conservatoire unter Leitung von Paul Paray. Es folgten Auftritte mit dem Orchestre Colonne, dem Orchestre Lamoureux und dem Orchestre Pasdeloup und eine Konzertreise durch Frankreich, Belgien, die Niederlande und die Schweiz, bei der sie mit Orchestern unter Leitung von Charles Munch, Paul Paray, Georges Sébastian, Jean Martinon, Eugène Bigot und Henri Tomasi auftrat.
Während der deutschen Besatzung kam sie als „Halbjüdin“ in Boucherits Landsitz La Chansonnière in Bourron-Marlotte unter, wo dieser auch anderen bedrohten Musikern wie Michèle Boussinot, Devi Erlih, Ivry Gitlis, Charles Cyroulnik und Michel Schwalbé Schutz gewährte. Nach dem Krieg spielte Soriano Aufnahmen für das Label Pathé u. a. mit Céliny Chailley-Richez, Helene Pignari, Odette Pigault, Gisèle Kuhn, Jeanne Marie Darré und Marie Madeleine Petit ein und trat mit Céliny Chailley-Richez und mit Alfred Cortot auf. 
1956 heiratete Soriano ihren ehemaligen Lehrer Jules Boucherit. Ab dieser Zeit widmete sie sich verstärkt der Lehrtätigkeit. Ab 1962 unterrichtete sie am Centre Nationale de Télé Enseignement, von 1968 bis zu ihrer Pensionierung 1985 am Conservatoire Darius Milhaud. Von 1990 bis 2004 trat sie noch regelmäßig jährlich mit einem eigenen Streichquartett auf.
Denise Soriano-Boucherit starb am 5. März 2006 im Alter von 90 Jahren in Paris.